# Візова політика Ізраїлю

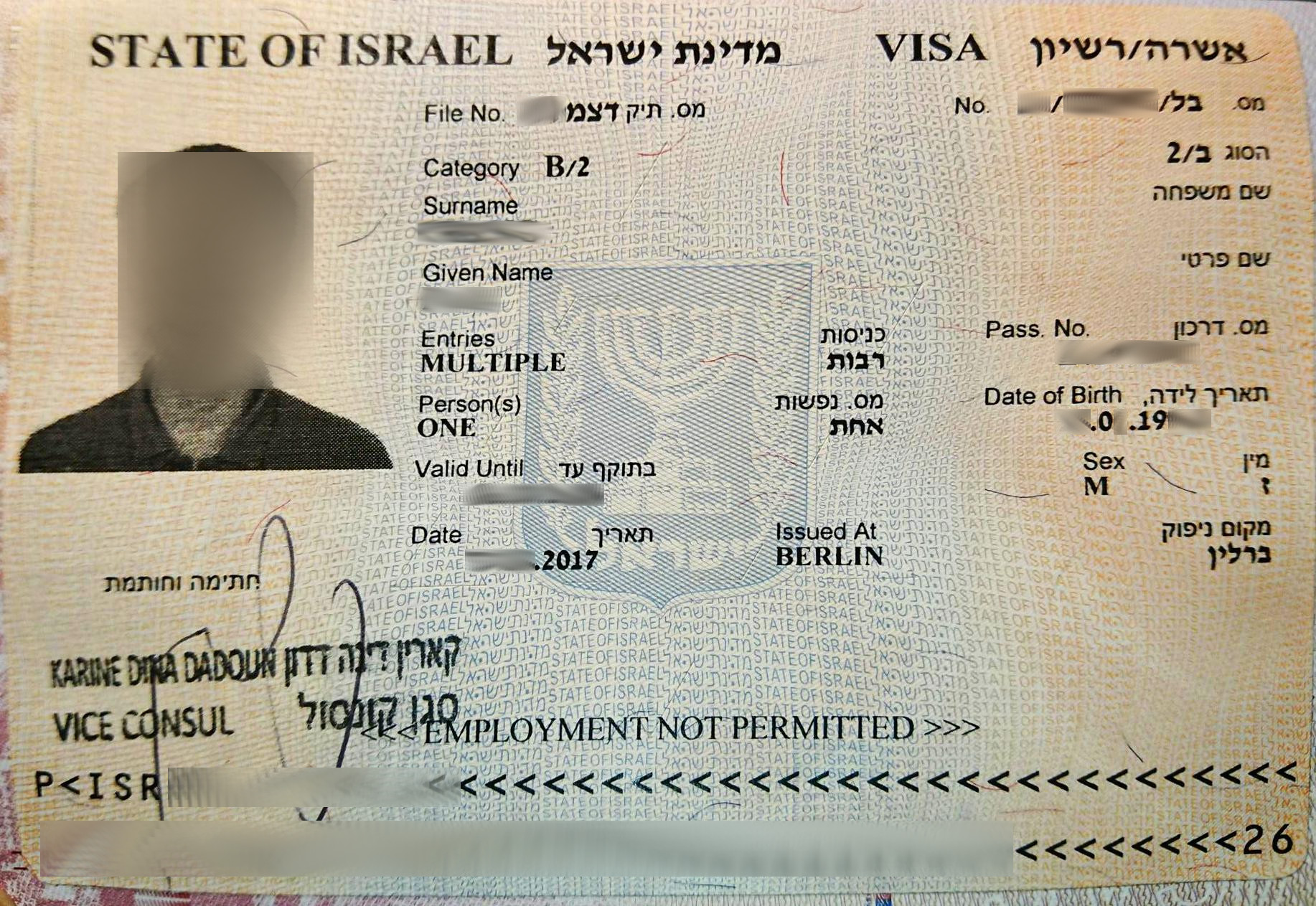
Ізраїльська віза

Для в'їзду в Державу Ізраїль громадяни інших країн мають отримати візу в одній з дипломатичних місій Ізраїлю, якщо вони громадяни однієї з країн з діючим візовим режимом. Усі відвідувачі повинні мати паспорт, дійсний упродовж 6 місяців після дати від'їзду з Ізраїлю.

## Мапа візової політики

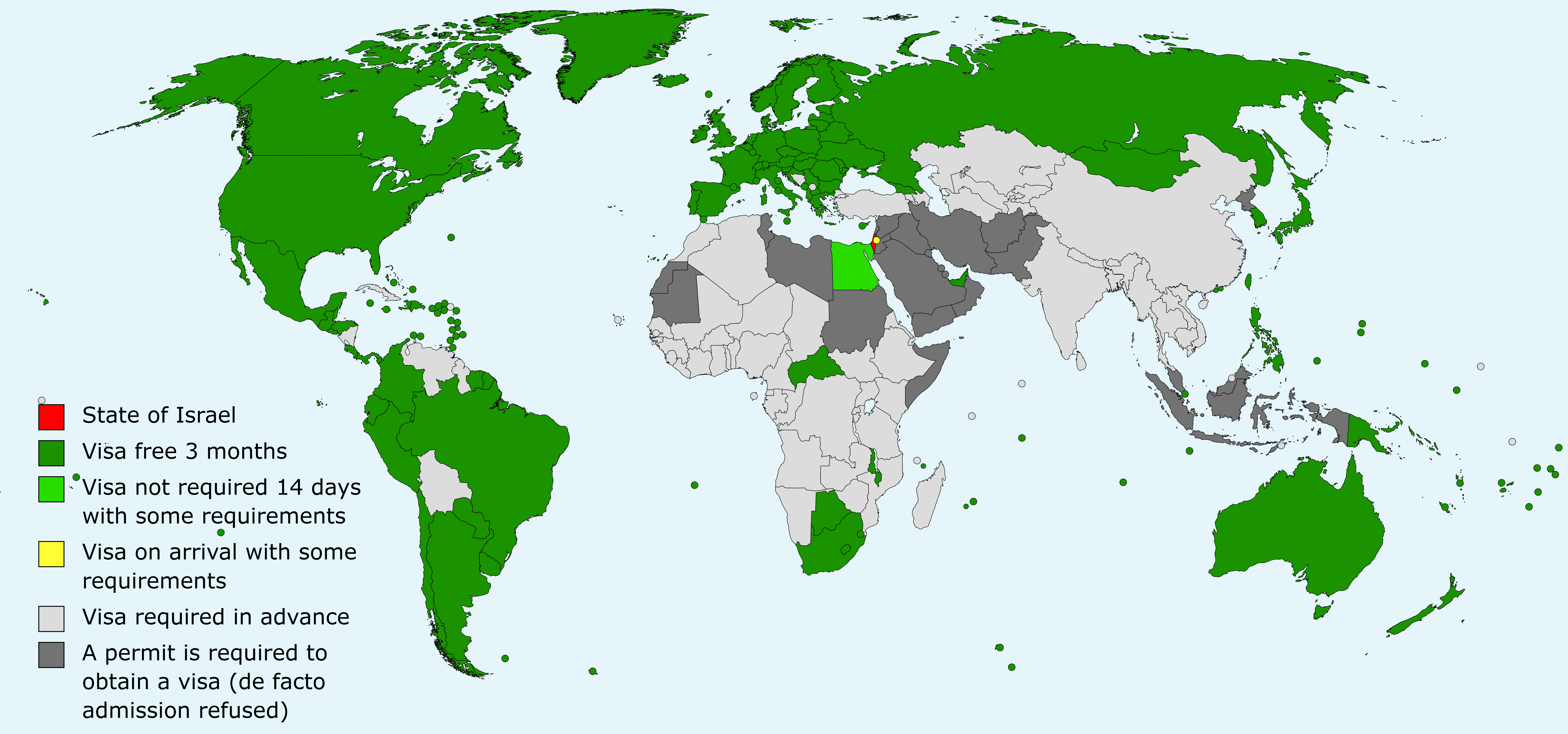
Ізраїль
Віза не потрібна
Необхідна віза
Необхідний дозвіл від МЗС Ізраїлю

## Візова політика
Громадяни таких країн можуть відвідувати Ізраїль без візи упродовж 3 місяців з туристичною метою:
| - Європейський Союз 1 - Албанія - Андорра - Аргентина - Австралія - Багами - Бахрейн - Барбадос - Білорусь - Беліз - Ботсвана - Бразилія - Ватикан - Велика Британія - Гондурас - Грузія - Канада - Колумбія - Коста-Рика - Домініканська Республіка - Еквадор - Ісландія - Ліхтенштейн | - Мавританія - Мексика - Молдова - Монако - Нова Зеландія - Норвегія - ОАЕ (з 1 липня 2021) - Панама - Папуа Нова Гвінея - Парагвай - ПАР - Південна Корея - Росія - Сан-Марино - Сент-Вінсент і Гренадини - Сербія - Сингапур - США - Україна - Уругвай - Філіппіни - Чилі (90 днів) - Чорногорія - Швейцарія - Японія |

Громадянам Німеччини, народженим до 1 січня 1928 року, необхідна віза, яка видається за умови, якщо особа не була членом нацистської партії і не брала участі у злочинах Третього Рейху.
Для громадян Єгипту віза не потрібна за умови в'їзду через Табу та відвідування лише міста Беер-Шева.